# عرف الدجاج
عرف الدجاج (جمع: أعراف) هو نمو سمين أو قمة أعلى رأس الطيور الداجنة، مثل ديك رومي وتدرج مألوف والدجاج ويكون العرف بشكل عام أكبر عند الذكور منه على الإناث.

## أنواع شكل العرف في الدجاج
- العرف المفرد: هو العرف الذي نعرفه جميعًا ونربطه بالدجاج. العرف العمودي مع نقاط بارزة في القمة. موجود في دجاج الليجهورن وأيام سيماني.

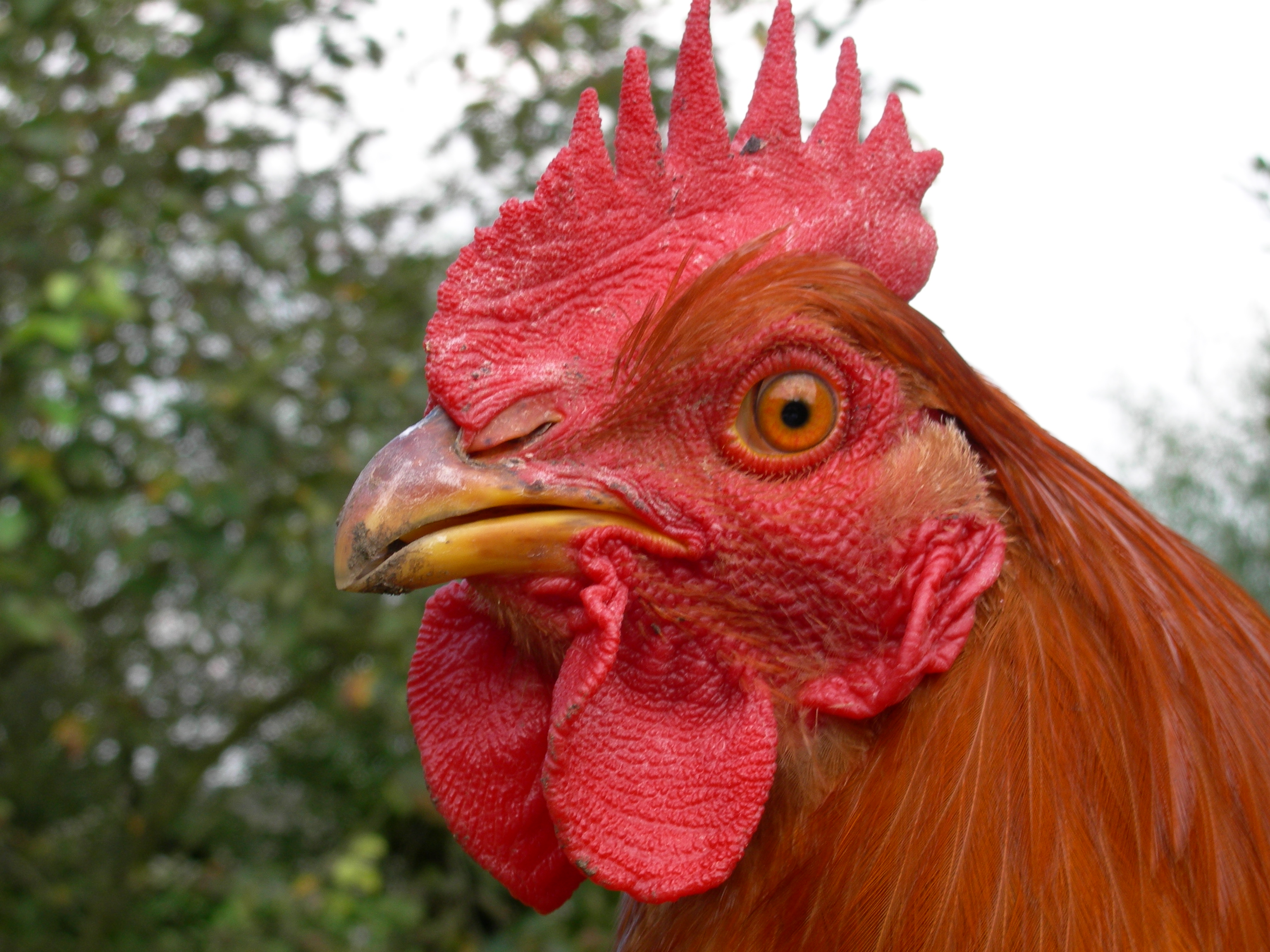
العرف المفرد

- العرف القرنفلي: عرف نادر جدًا. إنه نوع من العرف الفردي حيث توجد نقاط إضافية بارزة بزوايا قائمة من مؤخرة العرف. سلالتان فقط لديهما هذا النوع من العرف موجود في دجاج بينيدسنكا.
- العرف البازلائي: عرف البازلاء صغيرة جدًا، مثل البازلاء قبل أن «تزهر». هذا النوع مثالي للشتاء القاسي. يسمى أيضا العرف الثلاثي لأنه يتكون من ثلاث سلاسل من النتوءات موجود في دجاج براهما.

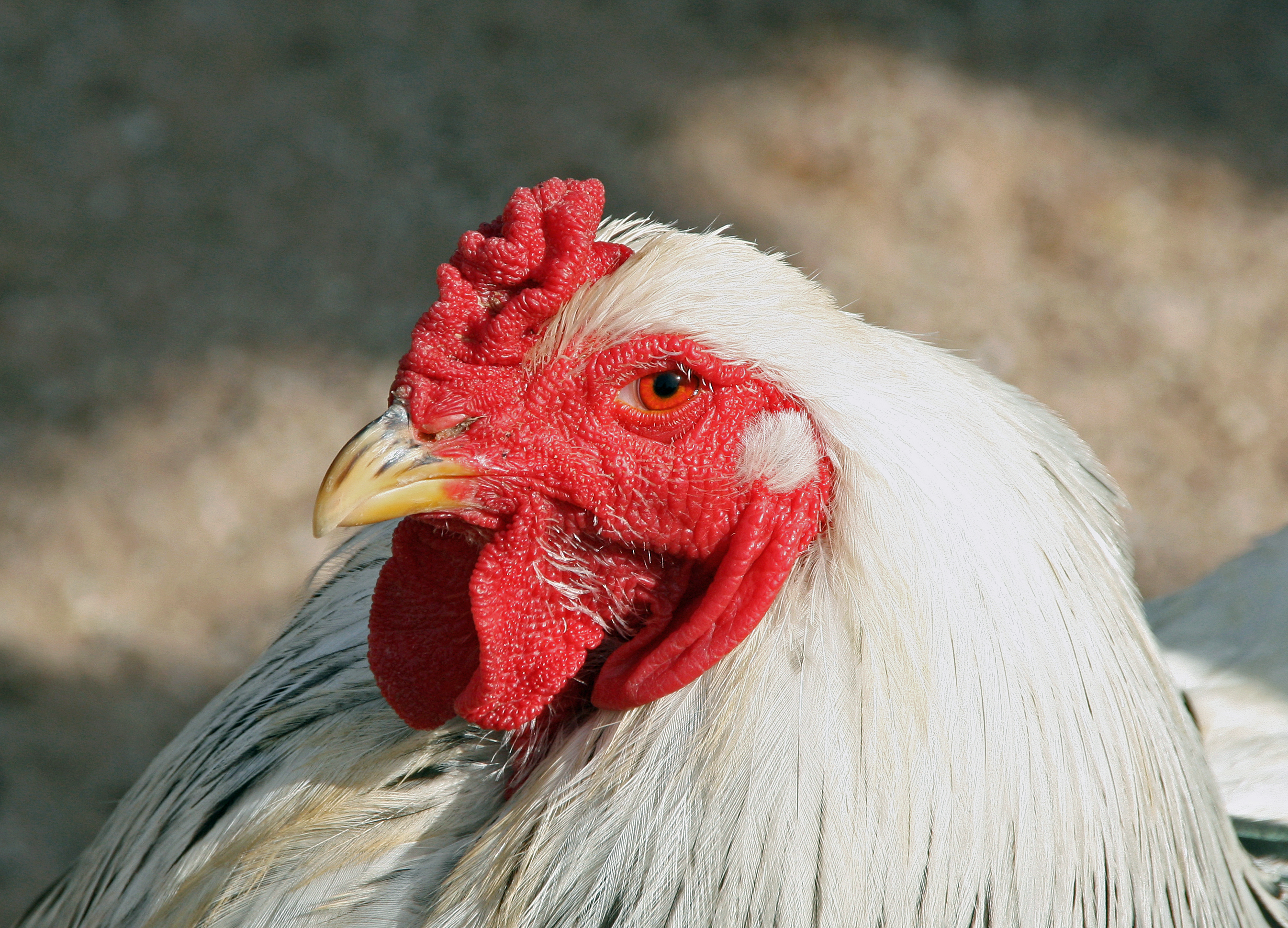
العرف البازلائي

- العرف الوردي: عرف الورد مسطّحة أكثر من أشكال أخرى كثيرة. هذا يجعله مثالي لمناخات الشتاء القاسية حيث لن يتعرض لقضمة الصقيع بسهولة. ويجب أن تكون نهاية العرف مدببة. موجود في دجاج سبرايت.

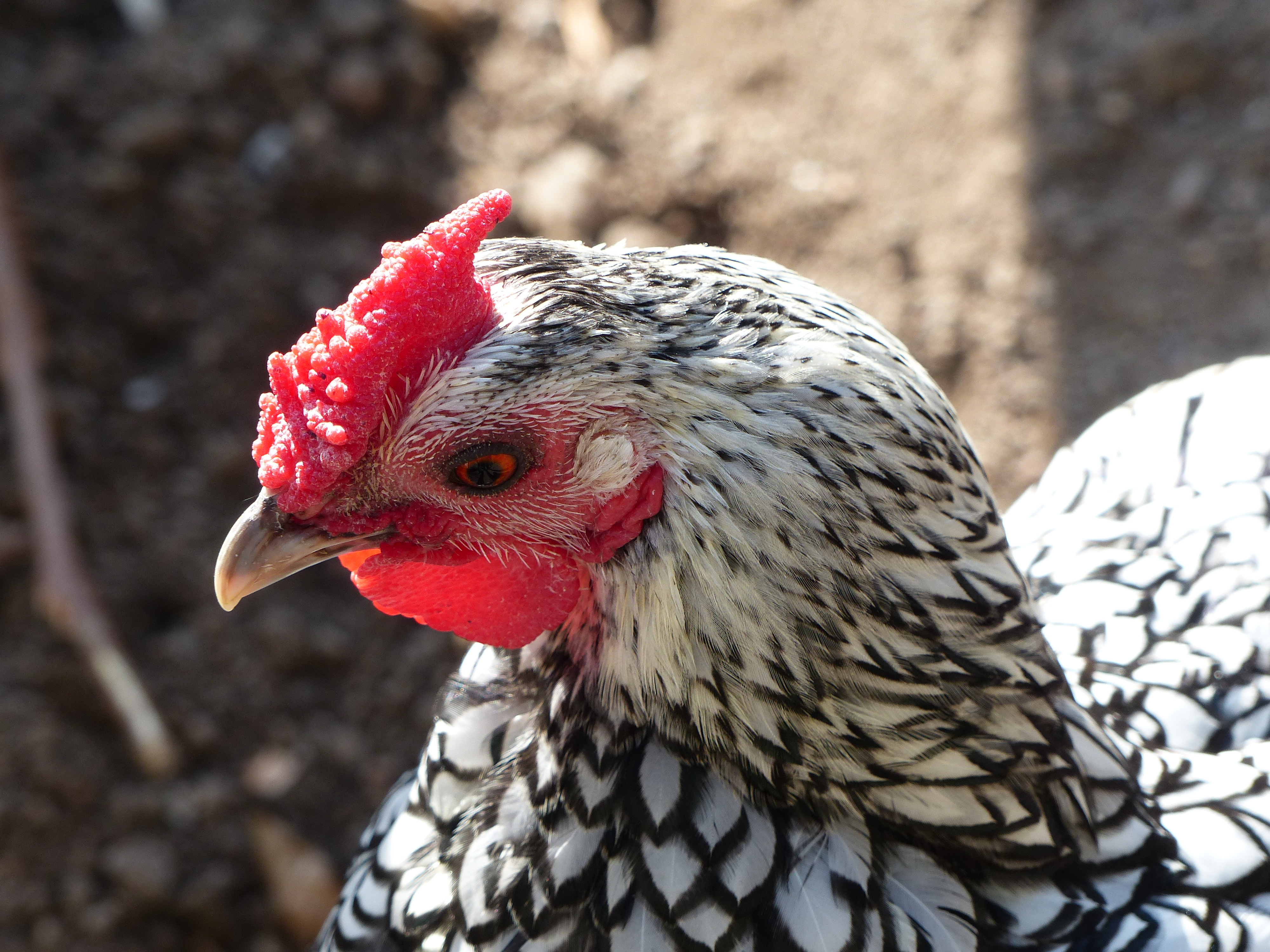
العرف الوردي

- العرف الجوزي: هذا العرف يبدو كما لو كان. حبة جوز كبيرة تجلس إلى الأمام على الرأس. هذا العرف غير العادي موجود في دجاج سيلكي.

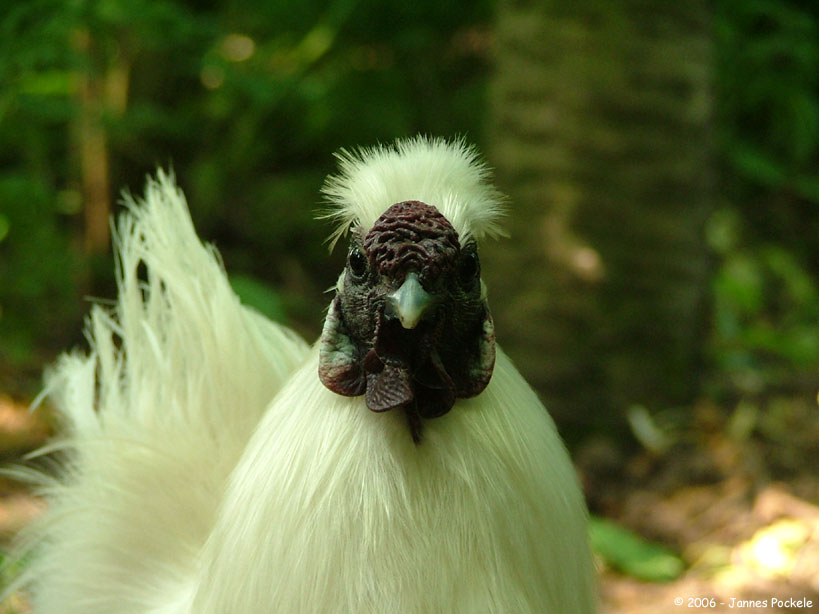
العرف الجوزي

- العرف الفراولي: هذا العرف يشبه الفراولة. يجلس إلى الأمام على الرأس ويبدو وكأنه عرف وسادة كبير. يوجد في الملايو ويوكوهاما.

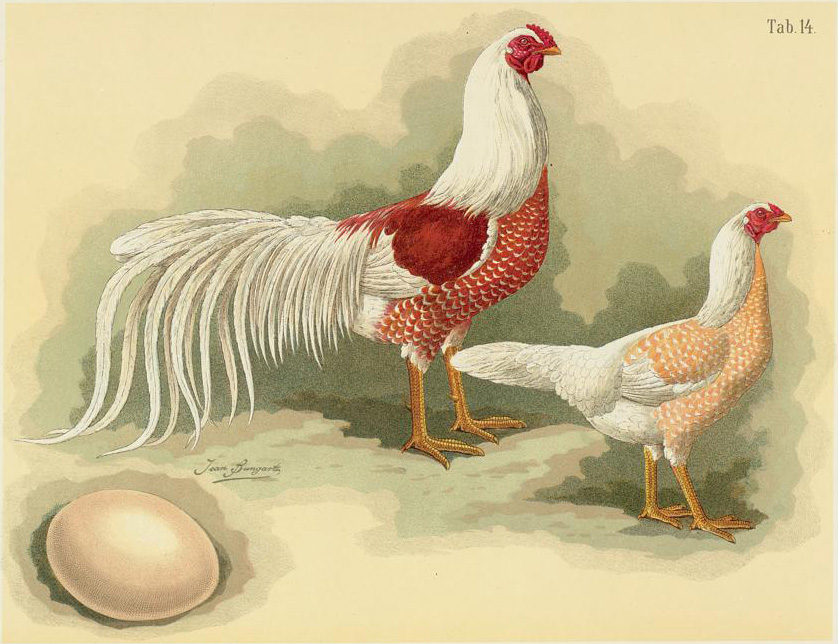
دجاج يوكوهاما يمتلك عرف الفراولة

- العرف الوسادي: عرف الوسادة هو نسخة أصغر بكثير من الفراولة ويبدو أشبه بوسادة صغيرة تجلس إلى الأمام على الرأس. موجود في دجاج شانتيكلر.

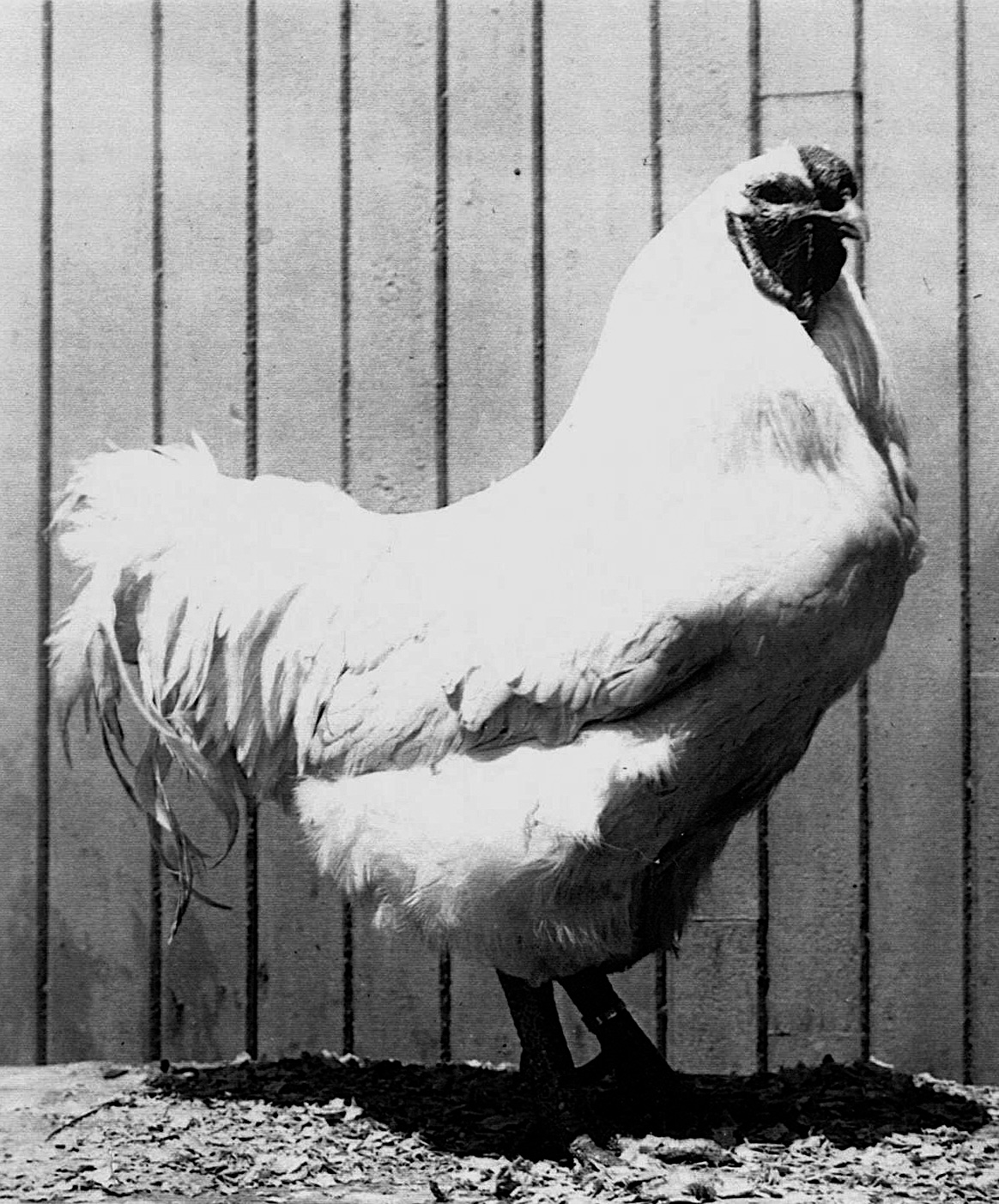
العرف الوسادي

- عرف الحوذان: هذا العرف موجود في الحوذان الصقلي. يبدو العرف كنسخة مزدوجة من المفرد، لكن النقاط تأتي بدائرة كاملة وتشكل تاجًا.

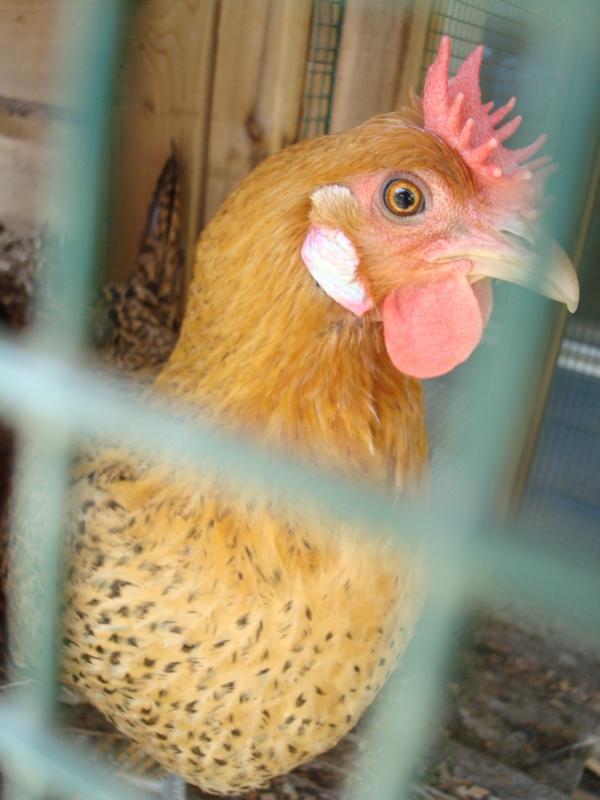
عرف الحوذان

- العرف "V": هذا العرف ليس شائعًا جدًا. تم العثور على العرف "V" أو قرن الشيطان في دجاج سلطان.

- عديم العرف: موجود في دجاج بريدا[5][6]

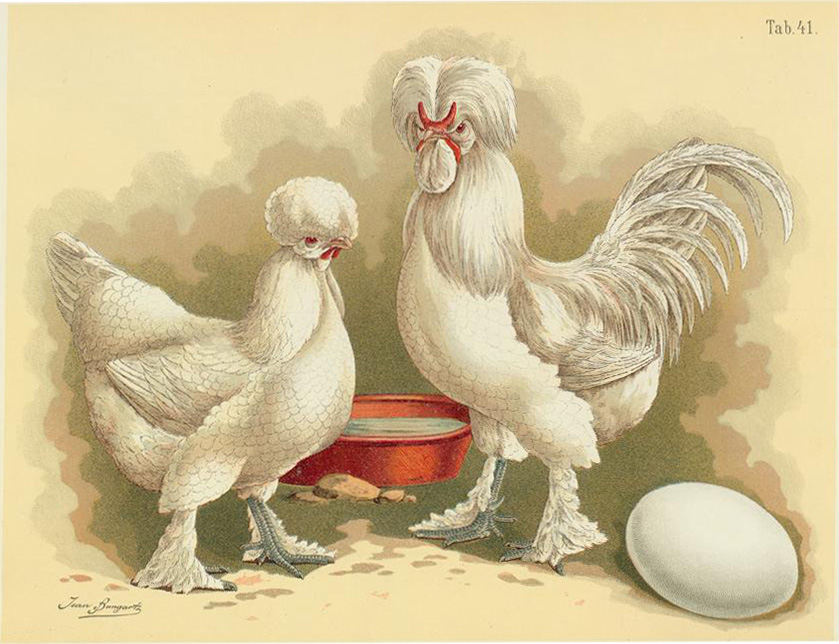
دجاج سلطان يمتلك العرف v

- عرف السلكي: عبارة عن عرف دائري متكتل إلى حد ما. عرضه عادة أكبر من طوله. إنه مغطى بتموجات أفقية صغيرة، وأحيانًا يكون لعرف السلكي نقطتان أو ثلاث نقاط خلفية. نظرًا لأن سلالات الدجاج التي تملك عرف السلكي لها أيضًا قمم ريشية على رؤوسها، فعادة ما يتم إخفاء النقاط الموجودة في نهاية العرف. وراثيًا، يُقال أن عرف السلكي هو النوع الثاني من عرف الورد. تم تطويره لأول مرة من تزاوج عرف مفرد x وردي. موجود في دجاج سيلكي.[7]

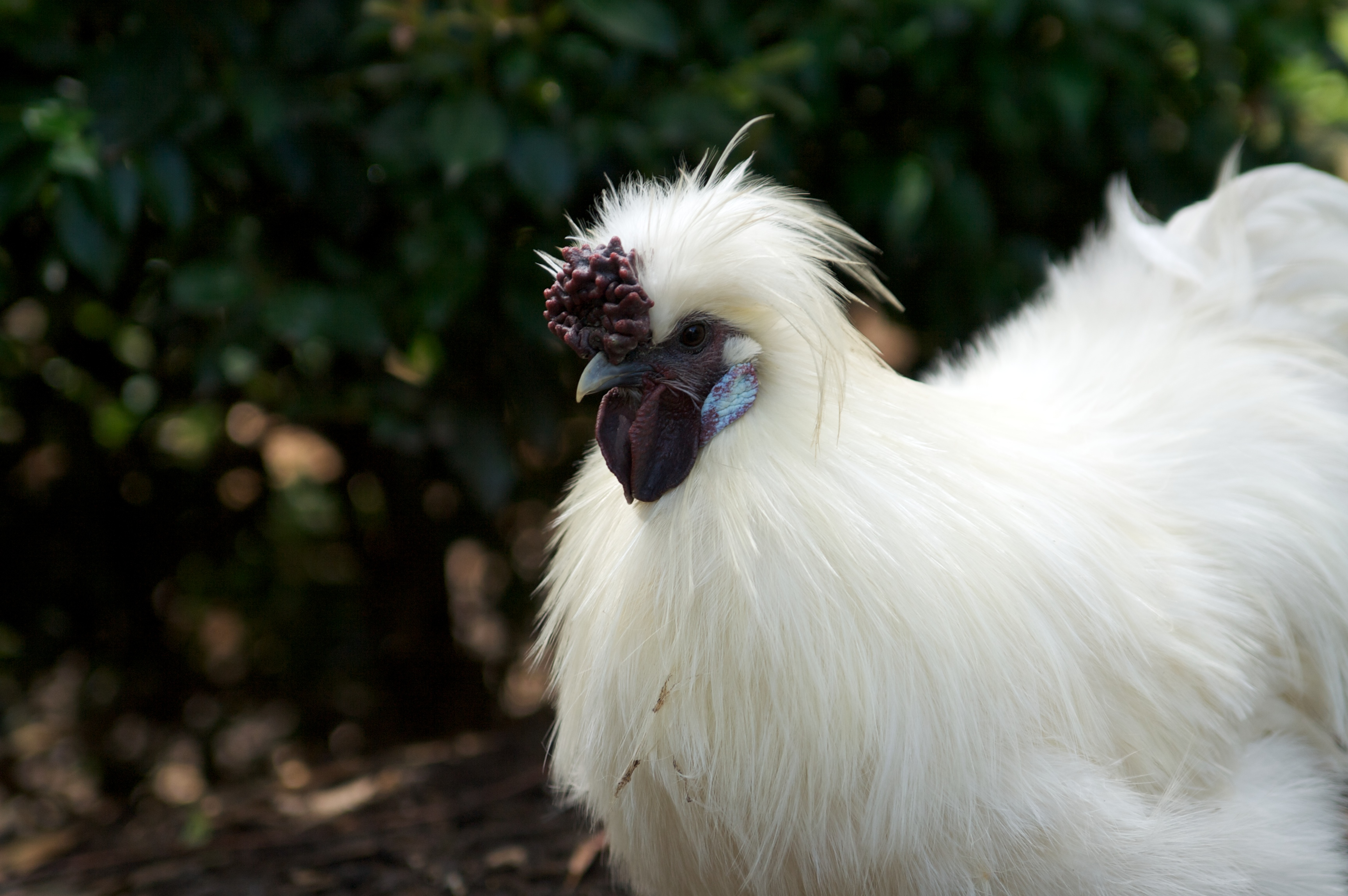
عرف السيلكي

## أنظر أيضا
- ظفاف
- دجاج رومي
- خوذة (تشريح)
- رعثنون
- قنزعة